# Umberto Pinardi
Umberto Pinardi (Parma, 22 maggio 1928 – Parma, 20 giugno 2025) è stato un calciatore e allenatore di calcio italiano, di ruolo mediano o difensore.

## Carriera

### Giocatore
Cresciuto calcisticamente nella società milanese della Scarioni, esordì da giocatore in Serie B, nel girone A (allora la seconda serie nazionale di calcio era divisa in tre gironi) con la Gallaratese, nel 1947-1948. La squadra però, al termine, retrocesse venendo assorbita in Serie C col 10º posto, in seguito al ritorno della cadetteria a girone unico. Rimase ancora con i biancoblù ottenendo il 7º posto in terza serie.
Fu poi ingaggiato in Serie A dal Como, nel 1949-1950, esordendo a Genova il 16 ottobre nella partita Genoa-Como (3-1). Nei tre anni al Como ricoprì il ruolo di terzino e/o di centro-mediano e facendosi notare per le buone prestazioni e per un ottimo tiro su punizione. 
In massima categoria disputò 210 partite e realizzato 16 reti, vestendo anche le maglie di Juventus e Udinese (con cui vinse un campionato di Serie B nel 1955-1956). Se con la “Vecchia Signora” giocò poco (12 partite soltanto e da subentrante), pur riuscendo a segnare una rete in un Triestina-Juve terminato 2-2, a Udine la sua figura di giocatore non passò inosservata nell'Udinese del biennio 1954-56: qui divenne calcisticamente un centro - sostegno o centro-mediano, di raccordo fra difesa e centrocampo, paragonabile oggi a un libero. Giocò in coppia con Magli e costruì insieme a lui e agli altri suoi compagni una cintura di centrocampo e difesa, che portò la squadra friulana a un passo dalla storia: il secondo posto del 1954-1955. Dotato di un ottimo tiro, ebbe tra le sue caratteristiche principali la capacità di marcare a uomo (nel celebre 3-2 di Udinese-Milan del 01 maggio 1955 creò difficoltà a Nordhal). Con l'Udinese in tutto segnò 7 rigori in carriera. Fu un professionista molto serio sia come uomo che come giocatore, amato dal pubblico e perfetto nell'applicarsi tatticamente. In quella stagione Umberto Pinardi risultò essere uno dei migliori dell'undici titolare. L'anno dopo seguì i friulani in B, dopo l'illecito sportivo e anche in quell'annata giocò come leader in campo, contribuendo all'immediata promozione in A.
Si trasferì poi alla Lazio (con la matricola romana vinse una Coppa Italia nel 1958, la prima in assoluto del club). L'anno dopo tornò a giocare con l'Udinese del 1959-1960, poiché richiamato da Giuseppe Bigogno, e disputò un buon campionato, sempre nel ruolo di centro-mediano, segnando 2 rigori in 27 partite. In tutto con la squadra friulana giocò 73 partite con 9 goal segnati.
Chiuse poi la carriera in Serie B ritornando a Como. Fu anche l'ex giocatore più longevo dei protagonisti dell'Udinese del 1954-55.

### Allenatore

#### Gli inizi in Serie D
Iniziò la carriera d'allenatore nella Massese in Serie D, allenandola per due anni dal 1962 al 1964 e ottenendo prima un sesto posto e poi un secondo posto.

#### La spola tra la Serie C e la Serie B
Nel biennio successivo fu chiamato alla guida del Pisa, in Serie C, con cui vinse il proprio girone venendo promosso in Serie B il primo anno e raggiungendo la salvezza la stagione seguente.
Nel 1967-1968 ritornò in Serie C all'Udinese (ritornando anche a Udine dopo l'esperienza da giocatore), con Direttore tecnico Giuseppe Bigogno, stagione non semplice, tanto da venir esonerato. Come allenatore fu un uomo molto severo, ferreo ed estremamente diligente. Impostò con rigore ai giocatori una vita devota al campo e alla squadra. Tale atteggiamento però incrinò presto il rapporto con la squadra. Nonostante i risultati più che buoni (essendo la squadra seconda al momento dell'esonero), il presidente Dino Bruseschi lo sostituì con Luigi Comuzzi.
L'anno dopo tornò alla Massese, sempre in terza serie, arrivando fino al 2º piazzamento finale in classifica.
Nel 1969-1970 in Serie B sedette sulla panchina della Ternana e portò la squadra umbra al 7º piazzamento finale in campionato.
Successivamente, per la terza volta, tornò alla Massese, in cadetteria, per due anni: nel primo caso, con la formazione toscana, non riuscì ad evitare la retrocessione, mentre al secondo caso ottenne nuovamente un 5º posto.

#### In Serie A con il Palermo
Nel campionato di Serie A 1972-1973 (massima categoria in quel momento per Pinardi nella sua carriera da tecnico) fu al Palermo, neopromosso; fu esonerato dopo un pessimo avvio di torneo e nel girone di ritorno, sebbene, di fatto, il club avesse concluso un girone d'andata che la vide virtualmente salva; alla fine però la compagine retrocesse.

#### Ritorno in Serie B
Allenò poi, sempre in Serie B, con Brescia, SPAL, Modena, Taranto e Cavese, dove in quest'ultima squadra concluse il suo incarico di allenatore.
In particolare, quando allenò a Brescia, l'8 marzo 1973 fece esordire il futuro giocatore dell'Inter Evaristo Beccalossi.

## Palmarès

### Giocatore

#### Competizioni nazionali
- Campionato italiano di Serie B: 1

Udinese: 1955-1956
- Coppa Italia: 1

Lazio: 1958

### Allenatore

#### Competizioni nazionali
- Serie C: 1

Pisa: 1964-1965